# Barbara Spinelli

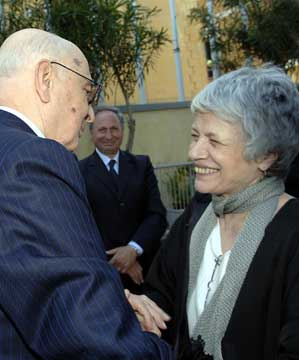
O presidente Giorgio Napolitano cumprimenta a filha de Altiero Spinelli, Barbara, na conferência do 20º aniversário de sua morte.

Barbara Spinelli (nascida em 31 de maio de 1946) é uma política italiana.
Barbara Spinelli é filha do teórico político federalista Altiero Spinelli e Ursula Hirschmann, que era uma activista antifascista judaico-alemã.
Desde julho de 2014, Spinelli é membro do Parlamento Europeu, em representação da Itália Central.
Spinelli foi eleita para representar a Outra Europa, mas deixou a aliança em maio de 2015, após declará-la um "projeto fracassado". Ela é uma das fundadoras do jornal La Repubblica.
Spinelli é membro do Painel Consultivo da DiEM25

## Serviço parlamentar
- Vice-presidente da Comissão de Assuntos Constitucionais